# Valdecañada
Valdecañada es una pedanía perteneciente al municipio de Ponferrada, en la comarca de El Bierzo, provincia de León, España.

## Población
Según los datos del INE de 2014, Valdecañada cuenta con un total de 48 habitantes, 25 hombres y 23 mujeres.

## Acceso
Otero se encuentra cercano a Ponferrada, situándose a unos diez kilómetros del centro urbano de la misma. Hay varios accesos a Valdecañada, desde Toral de Merayo o desde San Lorenzo

## Personalidades
En Valdecañada ha nacido:
- Manuel Cobo Calleja, constructor berciano y padre de Manuel Cobo, vicealcalde de Madrid

- Datos: Q6158686